# Mladen Jutrić
Mladen Jutrić (nacido el 19 de abril de 1996) es un futbolista austríaco que juega como defensa.

## Trayectoria

### Clubes
| Club            | País    | Año         |
| --------------- | ------- | ----------- |
| SV Grödig       | Austria | 2016 - 2017 |
| Kapfenberger SV | Austria | 2017 - 2018 |
| Ehime FC        | Japón   | 2019 -      |